# Ningi
Ningi è una delle aree a governo locale (local government areas) in cui è suddiviso lo Stato di Bauchi, nella Repubblica Federale della Nigeria.
Si estende su una superficie di 4.625 km² e conta una popolazione di 387.192 abitanti.